# Smallwood, New York
Smallwood är en ort i Sullivan County i delstaten New York, USA.